# Leucothyreus saturninus
Leucothyreus saturninus är en skalbaggsart som beskrevs av Ohaus 1918. Leucothyreus saturninus ingår i släktet Leucothyreus och familjen Rutelidae. Inga underarter finns listade i Catalogue of Life.